# Silimpopon

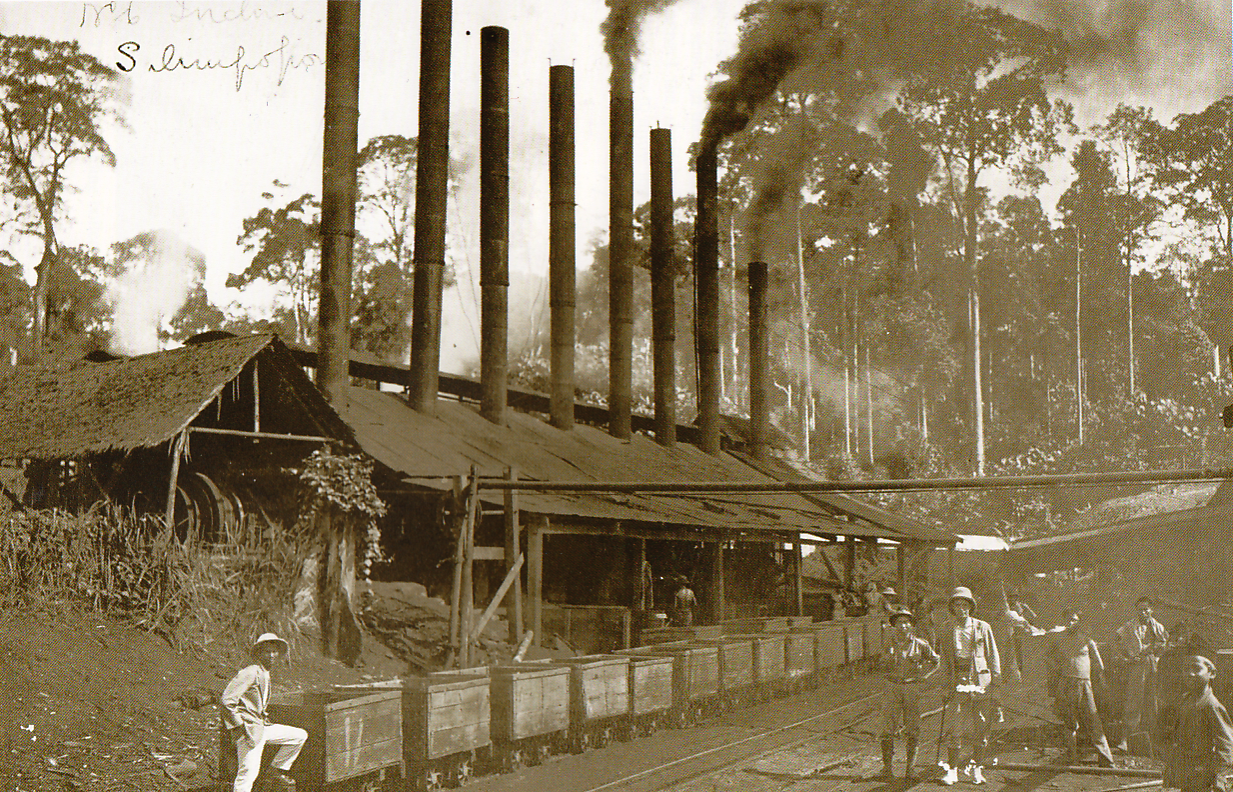
Haupt-Kesselhaus von Silimpopon, links die Winde für den Schrägstollen Nr. 2

Silimpopon war der Name des einzigen Steinkohlenbergwerks von Britisch-Nordborneo, dem heutigen Bundesstaat Sabah in Malaysia. In der 1904 konzessionierten und ab 1905 von der Londoner Cowie Harbour Coal Company Ltd. geführten Zeche wurde von 1905 bis 1931 Kohle gefördert. In den Boom-Jahren der in der Nähe von Tawau gelegenen Zeche lebten mehr als 3000 Personen auf dem Gelände von Silimpopon.

## Standort
Silimpopon befindet sich etwa 6 Kilometer landeinwärts am Ende der zur Celebessee offenen Cowie Bay. Zur Zeche gehörte eine Schmalspurbahn, Schiffsanlegestationen und eine große Lager- und Bekohlungsanlage auf der nahegelegenen Insel Sebatik.

## Steinkohle im historischen Kontext
Gegen Ende des 19. Jahrhunderts setzte die expandierende Großmacht Großbritannien im pazifischen Raum zunehmend Dampfschiffe im zivilen und militärischen Bereich ein. Die dafür notwendigen enormen Mengen an Steinkohle machten den Aufbau eines engen Netzes von Bekohlungsanlagen im asiatischen Raum notwendig. In der Region hatte bereits 1849 die Förderung von Steinkohle in Labuan und 1883 die kommerzielle Ausbeutung der Muara Coalmine in Brunei begonnen.

## Geschichte

### Die Suche nach Steinkohle
Ab 1880 wurde damit begonnen, im Großraum Sandakan nach Steinkohle zu suchen. Im Auftrag der Sandakan Goldfields Ltd. begann E. A. Philipps 1898 zuerst auf dem Festland gegenüber der Westspitze von Sebatik Island mit der Prospektion des Geländes. Die 1901 entdeckten Funde am Ranjit River fielen ermutigend aus, so dass die Arbeiten fortgesetzt wurden. Im Februar 1903 wurde ein weitaus mächtigeres Flöz am Silimpopon River gefunden, das als Queen Seam (Königinnen-Flöz) bezeichnet und als abbauwürdig erachtet wurde.

### Die Eröffnung der Zeche

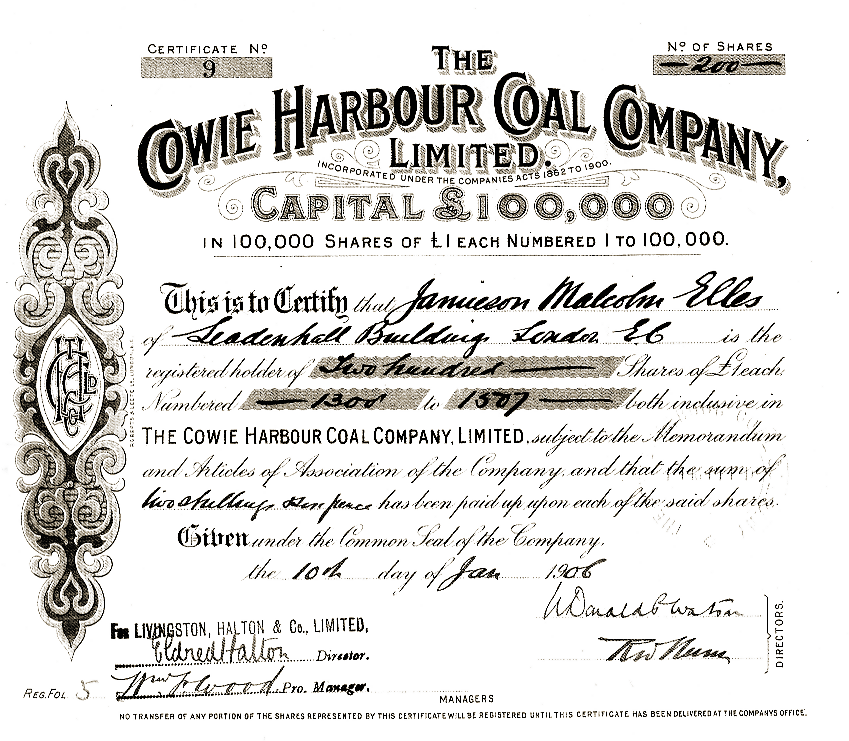
Aktie der Cowie Harbour Coal Company Limited (1906)

Die Eigentümer der Sandakan Bay Coalfield Ltd. und deren Bevollmächtigte Livingston, Halton & Co. beantragten daraufhin eine Abbau-Konzession, die am 4. März 1904 durch die North Borneo Chartered Company erteilt wurde. Die Konzession beinhaltete das exklusive Recht, für die nächsten 99 Jahre auf einem untertägigen Gebiet von 2331 km² nach Kohle zu schürfen und über Tage ein Areal von 51 km² für zugehörige Anlagen abzustecken. Die Förderabgabe wurde auf 2,5 Pennys pro geförderte Tonne Steinkohle festgelegt, was einem heutigen Wert von etwa 50 Cent entspricht. Die Konzession erlaubte der Gesellschaft außerdem, das für die Gruben erforderliche Ausbauholz kostenlos in unbeschränkter Menge einzuschlagen.
Im November 1905, noch vor der Eröffnung der Zeche, gingen der Sandakan Bay Coalfield Ltd. plötzlich die finanziellen Mittel aus und die Gesellschaft löste sich auf eigenen Beschluss auf. Die Betriebsmittel gingen auf eine neugegründete Gesellschaft – die Cowie Harbour Coal Company Ltd. – über.
Endlich, am 7. Juli 1906, wurde die erste Schiffsladung Kohle exportiert: Die Labuan löschte in Sandakan 25 Tonnen Kohle.

### Der Zechenbetrieb von 1905 bis 1931
Die ersten Jahre nach der Eröffnung bis 1908 waren von Problemen geprägt. In der Hoffnung auf schnellen Profit hatte man zunächst den Abbau der Kohle im Tagebauverfahren betrieben, aber bereits nach einigen hundert Tonnen Kohle waren die Gruben mit Wasser vollgelaufen. Ein anderes Problem im bevölkerungsarmen Nord-Borneo war der Mangel an Arbeitskräften. Wie in anderen Bereichen Malaysias setzte man deshalb auf die Immigration von Chinesen. Chinesische coolies machten während der gesamten Betriebsdauer der Zeche den Hauptteil der Arbeitskräfte aus. In der isolierten Lage Silimpopons, eingeschränkt durch die Regeln einer fremden, europäischen Hierarchie, entluden sich die Frustrationen der coolies in Gewalttätigkeiten und offener Rebellion. Im September 1906 belagerten 260 Chinesen ein Haus, in dem sich der Bergwerksdirektor verschanzt hatte, bis schließlich nach zehn Tagen der britische Resident mit Polizeitruppen aus Tawau wieder Ruhe und Ordnung herstellte.
In den Jahren zwischen 1909 und 1917 wurden verschiedene Anstrengungen unternommen, um mit der Zeche schwarze Zahlen zu schreiben. Die North Borneo Chartered Company wendete zweimal, 1911 und 1913, eine drohende Zahlungsunfähigkeit ab, da sie sich für das einzige Bergbauunternehmen in ihrem Gebiet verantwortlich fühlte. Der durch den Ersten Weltkrieg stark angestiegene Bedarf brachte den Durchbruch; die Förderung stieg 1917 auf 85.000 Tonnen.
Den Höhepunkt der Förderung erreichte Silimpopon 1924 mit 90.000 Tonnen. Durch die hohe Nachfrage nach dem Ersten Weltkrieg waren die Erlöse gut und die Zeche warf guten Profit ab. Zu dieser Zeit wurden etwa 1.000 Bergleute in der Zeche beschäftigt.
Ab 1925 begann sich das Glück der Bergbaugesellschaft zu wenden. In Zeiten hoher Nachfrage war die mindere Qualität der Kohle aus Silimpopon kein Problem gewesen, aber mit der zunehmenden Umrüstung von Dampfschiffen auf Ölfeuerung wurde dies mehr und mehr zu einem Wettbewerbsnachteil. Um die Zeche konkurrenzfähig zu halten, wäre die Anschaffung teurer Aufbereitungsmaschinen und die Erhöhung der Fördermenge notwendig gewesen. Zwei unabhängige Beratergremien kamen zum Schluss, dass die Errichtung von zwei weiteren Schächten in einem tiefergelegenen Teil des Kohlefelds notwendig wäre, aber weder Harrisons and Crosfield noch die Chartered Company als Geldgeber waren zu weitreichenden Investitionen bereit.

### Stilllegung und Abwicklung
Am 29. Mai 1931 zog sich die Bergbaugesellschaft aus dem Geschäft zurück und übergab die Zeche an die North Borneo Chartered Company, nachdem der Betrieb in den vorausgegangenen zehn Monaten einen Verlust von sieben Millionen englischen Pfund verursacht hatte. Die Chartered Company betrieb die Zeche noch für eine kurze Zeit weiter und beendete die Förderung endgültig im Jahr 1932.
Eine große Anzahl an Arbeitern ließ sich nach der Schließung der Zeche im nahegelegenen Tawau nieder.

## Die Kohlenbahn

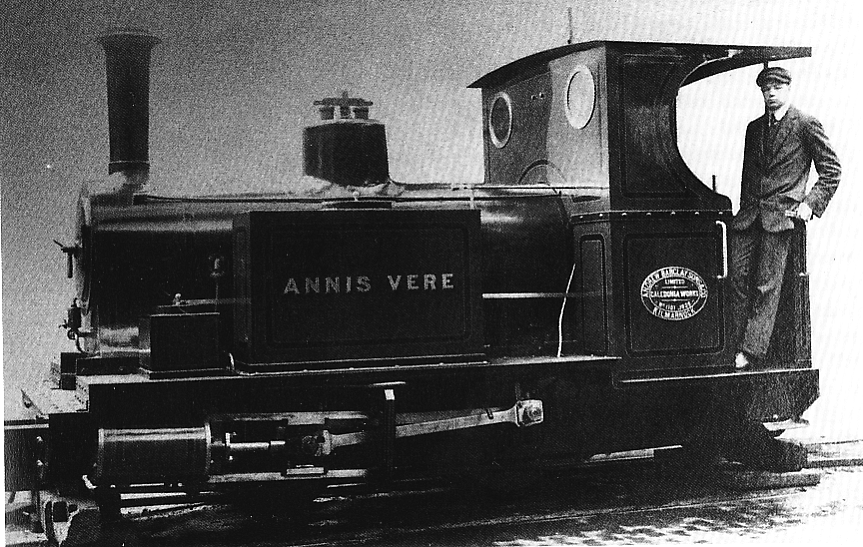
Die erste Lokomotive in Silimpopon, die Andrew Barclay 0-4-0T, Seriennummer 1101 (1906)

Bedingt durch die Lage inmitten des Dschungels von Borneo war der Abtransport der Kohle die wesentliche Herausforderung an die Grubenlogistik. Als R. W. Clarke, der erste Manager der Zeche, im Juni 1904 in Sandakan eintraf, begann er sofort mit der Planung und dem Bau einer Eisenbahnstrecke vom Grubengelände zu einer etwa 7 Kilometer entfernten Verladestation am Silimpopon River. Von dort aus sollte die Kohle mit Leichtern zu einem für Hochseeschiffe zugänglichen Hafen auf Sebatik Island weitertransportiert werden – ein Seeweg von weiteren 32 Kilometern.
Die eingleisige Strecke zwischen der Zeche und der Verladestation wurde in der Spurweite 2 ft (610 mm) ausgeführt. Die erste Lokomotive mit dem Namen Annis Vere war vom Typ Andrew Barclay 0-4-0T OC (Nr. 1101). Im Laufe der Jahre wurden insgesamt vier Barclay-Lokomotiven eingesetzt.

## Bekohlungsanlage auf Sebatik

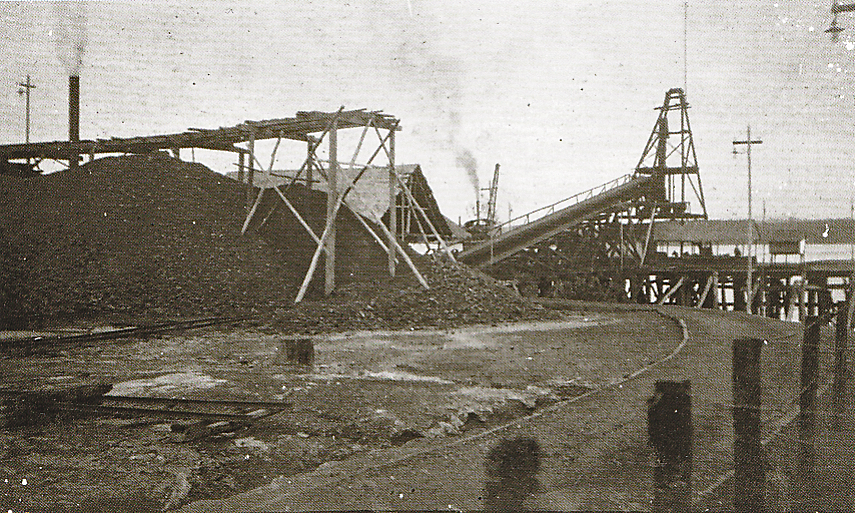
Sebatic Coal Terminal (1922)

Da der Fluss zur Zeche nur mit Schiffen geringen Tiefgangs befahren werden konnte, war es erforderlich, einen Tiefwasserhafen für den Export der Kohle verfügbar zu machen. Die Bekohlungsanlage (Sebatik coaling terminal) wurde deshalb auf der Insel Sebatik errichtet. Bereits zu Beginn des Abbaus wurde dort eine Fläche für die Zwischenlagerung von 5.000 Tonnen Kohle geschaffen.
Auf dem Weg von den Fördergruben bis zum Export musste die Kohle mehrfach umgeladen werden:
- Zuerst wurde die Steinkohle aus dem Hunt in die Waggons der Zechenbahn umgeladen und zum Ladeplatz Nr. 2 befördert.
- Am Ladeplatz Nr. 2 wurde die Kohle von der Zechenbahn auf Leichter umgeladen. Die Fahrdauer der Leichter von der Verladestation bis zur Bekohlungsanlage betrug zwei Stunden.
- Auf Sebatik wurde die Kohle in Trichterwagen mit einem Fassungsvermögen von 1 Tonne umgeladen. Die direkt auf dem Schiff befüllten Trichterwagen wurden mittels eines dampfbetriebenen Krans aus den Leichtern gehoben. Nach dem Aufsetzen auf ein Gleis wurde die Kohle zum Lagerplatz gefahren und dort auf Halde gelegt.
- Die Verladung zum Export in Frachtschiffe erfolgte anfangs von Hand, ab 1912 mit einem von der Kohlengrube in Labuan erworbenen Förderband.

Für den Verladeprozess gab es keine eigenständige Verlademannschaft, sondern jedes Mal, wenn sich ein Schiff ankündigte, wurden Bergleute aus der Zeche abgezogen, was sich nachteilig auf die Produktivität der Grube auswirkte.

## Die Zeche heute
Nachdem die Zeche aufgegeben worden war, verfiel das Gelände und der Urwald begann, die Gebäude und Maschinen zu überwuchern. 1947 wurde sie von einem Team von Geologen der Powell Duffryn Technical Services Ltd. aufgesucht, die ein Kataster der Kohlelagerstätten von Sarawak, Brunei und British Nord Borneo erstellten. Sie berichteten, dass die Stollenmundlöcher zusammengebrochen waren, die Werkstätten und Lokomotivhallen aber noch vorhanden waren, außerdem eine der Barclay-Lokomotiven sowie etliche Dampfkessel und Maschinen.
In den frühen 1970er Jahren wurde das Gelände von Schrotthändlern leergeräumt. Heute sind im dicht bewachsenen Gelände nur noch wenige Gebäudestrukturen, vollgelaufene Wetterschächte und Maschinenteile auffindbar.